# 51.ª edición de los Premios Grammy
La 51.ª edición de los Premios Grammy se celebró el 8 de febrero de 2009 en el Staples Center de Los Ángeles, en reconocimiento a los logros discográficos alcanzados por los artistas musicales durante el año anterior. El evento fue televisado en directo en Estados Unidos por CBS. Robert Plant & Alison Krauss fueron los principales ganadores obteniendo un total de cinco galardones; seguidos por Lil Wayne con cuatro premios y Coldplay con tres.

## Procedimiento
Para ser considerado para un premio la grabación debe haber sido lanzada a la venta entre el 1 de octubre de 2007 y el 30 de septiembre de 2008, para que todas las grabaciones hayan sido lanzadas a la venta en el año de grabaciones 2008. Tras anunciar las nomninaciones, se envían las boletas a los miembros de la academia, quienes deben elegir a los ganadores. Cada categoría cuenta con cinco nominados, aunque si hay un empate en el proceso de nominación pueden presentarse más de cinco. Los miembros pueden votar en las categorías generales, así como también en otras nueve especiales. Todas las boletas son tabuladas por la firma independiente Deloitte Touche Tohmatsu. Aproximadamente siete mil personas toman parte en la nominación y en el proceso de votación final, incluyendo artistas, productores, ingenieros y otros especialistas. Los miembros de la academia votan basándose solo en la calidad y no deben influenciarse por las ventas masivas o por amistades personales. La aceptación de sobornos está prohibida y puede resultar en el fin de la membresía. Una vez que se anuncian las nominaciones, se anuncian los receptores de todos los premios especiales como los de reconocimientos. Además debe establecerse quiénes realizarán actuaciones en vivo y quiénes otorgarán los premios.

## Actuaciones y presentadores
Actuaciones
| Artistas                                           | Canciones                                      |
| -------------------------------------------------- | ---------------------------------------------- |
| U2                                                 | "Get on Your Boots"                            |
| Al Green Justin Timberlake Keith Urban Boyz II Men | "Let's Stay Together"                          |
| Coldplay Jay-Z                                     | "Lost!"                                        |
| Coldplay                                           | "Viva la Vida"                                 |
| Carrie Underwood                                   | "Last Name"                                    |
| Kid Rock                                           | "Amen" All Summer Long" Rock N Roll Jesus"     |
| Taylor Swift Miley Cyrus                           | "Fifteen"                                      |
| Jennifer Hudson                                    | "You Pulled Me Through"                        |
| Jonas Brothers Stevie Wonder                       | "Burnin' Up" Superstition"                     |
| Katy Perry                                         | "I Kissed a Girl"                              |
| Estelle Kanye West                                 | "American Boy"                                 |
| Kenny Chesney                                      | "Better as a Memory"                           |
| T.I. Jay-Z Lil Wayne Kanye West M.I.A.             | "Swagga Like Us"                               |
| M.I.A.                                             | "Paper Planes"                                 |
| Paul McCartney Dave Grohl                          | "I Saw Her Standing There"                     |
| Sugarland                                          | "Stay"                                         |
| Adele Jennifer Nettles                             | "Chasing Pavements"                            |
| Radiohead Spirit of Troy                           | "15 Step"                                      |
| T.I. Justin Timberlake                             | "Dead and Gone"                                |
| Duke Fakir Jamie Foxx Ne-Yo Smokey Robinson        | A Four Tops Medley                             |
| Neil Diamond                                       | "Sweet Caroline"                               |
| John Mayer B.B. King Buddy Guy Keith Urban         | "Bo Diddley"                                   |
| Lil Wayne Robin Thicke                             | "Tie My Hands"                                 |
| Robert Plant Alison Krauss                         | "Rich Woman" Gone, Gone, Gone (Done Moved On)" |
| Stevie Wonder                                      | "All About the Love Again"                     |

Presentadores
La siguiente lista de presentadores está organizada por orden alfabético:
- Jack Black
- Blink-182
- Natalie Cole
- Sean Combs
- Zooey Deschanel
- Duffy
- Estelle
- Al Green
- Green Day
- Charlie Haden
- Herbie Hancock
- Whitney Houston
- LL Cool J
- T-Pain
- Kanye West
- will.i.am

## Ganadores y nominados

### Generales
Grabación del año
- Robert Plant & Alison Krauss por "Please Read the Letter"
- Adele por "Chasing Pavements"
- Coldplay por "Viva la Vida"
- Leona Lewis por "Bleeding love"
- M.I.A. por "Paper Planes"

Álbum del año
- Robert Plant & Alison Krauss por Raising Sand
- Coldplay por Viva la Vida or Death and All His Friends
- Lil Wayne por Tha Carter III
- Ne-Yo por Year of the Gentleman
- Radiohead por In Rainbows

Canción del año
- Coldplay (compositores e intérpretes) por "Viva la Vida"
- Keith Harris, Josh Lopez, Caleb Speir, John Stephens, Estelle, Kanye West & will.i.am (compositores); Estelle y Kanye West (intérpretes) por "American Boy"
- Adele & Eg White (compositores); Adele (intérprete) por "Chasing Pavements"
- Jason Mraz (compositor e intérprete) por "I'm Yours"
- Sara Bareilles (compositora e intérprete) por "Love Song"

Mejor artista novel
- Adele
- Duffy
- Jonas Brothers
- Lady Antebellum
- Jazmine Sullivan

### Alternativa
Mejor álbum de música alternativa
- Radiohead por In Rainbows
- Beck por Modern Guilt
- Death Cab for Cutie por Narrow Stairs
- Gnarls Barkley por The Odd Couple
- My Morning Jacket por Evil Urges

### Blues
Mejor álbum de blues tradicional
- B.B. King por One Kind Favor
- Elvin Bishop por The Blues Rolls On
- Buddy Guy por Skin Deep
- John Lee Hooker Jr. por All Odds Against Me
- Pinetop Perkins & Friends por Pinetop Perkins & Friends

Mejor álbum de blues contemporáneo
- Dr. John & The Lower 911 por City That Care Forgot
- Marcia Ball por Peace, Love & BBQ
- Solomon Burke por A Fire
- Taj Mahal por Maestro
- Irma Thomas por Simply Grand

### Clásica
Mejor interpretación de orquestal
- Bernard Haitink (director) & Chicago Symphony Orchestra por Dmitri Shostakóvich: Sinfonía n.º 4
- Rumon Gamba (director) & Iceland Symphony Orchestra por D'Indy: Orchestral Works, Vol. 1
- José Serebrier (director) & Royal Scottish National Orchestra por Glazunov: Sinfonía n.º 6, La mer, Introduction and Dance from Salome
- Alan Gilbert (director) & Chicago Symphony Orchestra por Prokofiev: Scythian Suite, Op. 20
- Chris Walden (director) & Hollywood Studio Symphony Orchestra por Walden: Sinfonía n.º 1, The Four Elements

Mejor interpretación solista vocal clásica
- Hila Plitmann (solista); John Corigliano & Tim Handley (productores/ingenieros), Tom Lazarus (ingeniero), JoAnn Falletta & Buffalo Philharmonic Orchestra por Corigliano: Mr. Tambourine Man: Seven Poems Of Bob Dylan
- Cecilia Bartoli (solista); Ádám Fischer & Orchestra La Scintilla por Maria
- Isabel Bayrakdarian (solista); Eduard Topchjan, Serouj Kradjian & Armenian Philharmonic Orchestra por Gomidas Songs
- Sanford Sylvan (solista); Gil Rose & Boston Modern Orchestra Project por Charles Fussell: Wilde
- Anne Sofie von Otter (solista); Christian Gerhaher & Daniel Hope, Bengt Forsberg & Gerold Huber por Terezín: Theresienstadt

Mejor grabación de ópera
- Fred Vogler (productor); James Conlon (director); Anthony Dean Griffey, Patti LuPone & Audra McDonald; Donnie Ray Albert, John Easterlin, Steven Humes, Mel Ulrich & Robert Wörle; Los Angeles Opera Orchestra & Chorus por Weill: Rise and Fall of the City of Mahagonny
- Tan Dun (director), Metropolitan Opera Orchestra & Chorus por Tan Dun: The First Emperor
- Paul O'Dette & Stephen Stubbs (directores), Boston Early Music Festival Orchestra & Chorus por Lully: Psyché
- Rinaldo Alessandrini (director) & Concerto Italiano por Monteverdi: L'Orfeo
- Valeri Gérgiev (director), Metropolitan Opera Orchestra & Chorus por Chaikovski: Eugene Onegin

Mejor interpretación coral
- Simon Rattle (director), Simon Halsey (director de coro), Rundfunkchor Berlin & Berlin Philharmonic por Stravinski: Symphony of Psalms
- Craig Hella Johnson (director), Company of Strings, Company of Voices & Conspirare por O'Regan: Threshold of Night
- Charles Bruffy (director), Kansas City Chorale & Phoenix Bach Choir por Rheinberger: Sacred Choral Works
- Antoni Wit & Henryk Wojnarowski (directores), Warsaw Philharmonic Orchestra & Chorus por Szymanowski: Stabat Mater
- Colin Davis & Joseph Cullen (directores), London Symphony Orchestra & Chorus por Tippett: A Child of Our Time

Mejor interpretación clásica, solista instrumental (con orquesta)
- Hilary Hahn, Esa Pekka Salonen (director) & Swedish Radio Symphony Orchestra por Schoenberg / Sibelius: Conciertos para violín
- Elmar Oliveira, John McLaughlin Williams (director) & National Symphony Orchestra of Ukraine por Bloch / Lees: Conciertos para violín
- Wu Man, Miguel Harth-Bedoya (director) & Chicago Symphony Orchestra por Harrison: Pipa Concerto
- Leif Ove Andsnes & Orquesta de Cámara Noruega por Mozart: Conciertos para piano n.º 17 & 20
- Jean-Yves Thibaudet, Charles Dutoit (director) & Orchestre de la Suisse Romande por Saint-Saëns: Conciertos para piano n.º 2 & 5

Mejor interpretación clásica, solista instrumental (sin orquesta)
- Gloria Cheng por Piano Music of Salonen, Stucky and Lutoslawski
- Marc-André Hamelin por In a State of Jazz
- Wei Li por Red Cliff Capriccio
- Cameron Carpenter por Revolutionary
- Joan Jeanrenaud por Strange Toys

Mejor interpretación de conjunto musical pequeño o música de cámara
- Charles Bruffy (director) & Phoenix Chorale por Spotless Rose: Hymns To The Virgin Mary
- Øyvind Gimse (director) & Trondheimsolistene por Divertimenti
- Yuri Bashmet, Wu Man & Moscow Soloists por Tan Dun: Pipa Concerto; Hayashi: Viola Concerto; Takemitsu: Nostalgia
- Reinbert de Leeuw (director), Barbara Sukowa & Schoenberg Ensemble por Im wunderschönen Monat Mai
- Meredith Monk & Vocal Ensemble por Monk: Impermanence

Mejor interpretación de música de cámara
- Pacifica Quartet por Elliott Carter: Cuartetos de cuerda n.º 1 & 5
- Stephen Hough & Takács Quartet por Brahms: Cuarteto de cuerda op. 51, n.º 2, Quinteto con piano op. 34
- Trio Mediaeval por Folk Songs
- ARC Ensemble por Right Through the Bone: Julius Röntgen Chamber Music
- Jennifer Koh & Reiko Uchida por String Poetic

Mejor composición clásica contemporánea
- John Corigliano (compositor); John Corigliano & Tim Handley (productores/ingenieros), Tom Lazarus (ingeniero), Hila Plitmann (solista), JoAnn Falletta & Buffalo Philharmonic Orchestra por Corigliano: Mr. Tambourine Man: Seven Poems Of Bob Dylan
- Marc-André Dalbavie (compositor); Péter Eötvös por Concerto pour flûte
- Michael Gandolfi (compositor); Robert Spano por The Garden of Cosmic Speculation
- George Tsontakis (compositor); Douglas Boyd por Concierto para violín n.º 2
- Chris Walden (compositor) por Sinfonía n.º 1, The Four Elements

Mejor álbum de música clásica
- Fred Vogler (productor); James Conlon (director); Anthony Dean Griffey, Patti LuPone & Audra McDonald; Donnie Ray Albert, John Easterlin, Steven Humes, Mel Ulrich & Robert Wörle; Los Angeles Opera Orchestra & Chorus por Weill: Rise and Fall of the City of Mahagonny
- Cecilia Bartoli, Ádám Fischer (director) & Orchestra La Scintilla por Maria
- Craig Hella Johnson (director), Company of Strings, Company of Voices & Conspirare por O'Regan: Threshold of Night
- Hilary Hahn, Esa Pekka Salonen (director) & Swedish Radio Symphony Orchestra por Schoenberg / Sibelius: Conciertos para violín
- Charles Bruffy (director) & Phoenix Chorale por Spotless Rose: Hymns To The Virgin Mary

Mejor álbum crossover de música clásica
- King's Singers por Simple Gifts
- Uri Caine por The Othello Syndrome
- East Village Opera Company por Olde School
- Ronn McFarlane por Indigo Road
- Gabriela Montero por Baroque

### Composición y arreglos
Mejor composición instrumental
- John Williams (compositor) por "The Adventures of Mutt" (de Indiana Jones y el reino de la calavera de cristal)
- Chick Corea (compositor); Chick Corea & Gary Burton (intérpretes) por Alegría
- Russell Ferrante (compositor); Yellowjackets & Mike Stern (intérpretes) por Claire's Closet
- Dave Grusin (compositor); Lee Ritenour & Dave Grusin (intérpretes) por Danzón de Etiqueta
- Gordon Goodwin (compositor); Gordon Goodwin's Big Phat Band (intérpretes) por Hit The Ground Running

Mejor arreglo instrumental
- Peter Gabriel & Thomas Newman (arreglistas); Define Dancing (de WALL·E)
- Frank Macchia (arreglista); Frank Macchia y The Prague Orchestra (intérpretes) por Down in the Valley
- Michael Abene (arreglista); Joe Lovano, WDR Big Band & Rundfunk Orchestra (intérpretes) por Duke Ellington's Sound of Love
- Bob Brookmeyer (arreglista); The Vanguard Jazz Orchestra (intérpretes) por St. Louis Blues
- Gordon Goodwin (arreglista); Gordon Goodwin's Big Phat Band & Art Tatum (intérpretes) por Yesterdays

Mejor arreglo instrumental acompañado de vocalista
- Nan Schwartz (arreglista); Natalie Cole (intérprete) por Here's That Rainy Day
- Vince Mendoza (arreglista); Traincha & The Metropole Orchestra (intérpretes) por Alfie
- Cedric Dent (arreglista); Take 6 (intérpretes) por Grace
- Don Sebesky (arreglista); John Pizzarelli (intérprete) por Johnny One Note
- Claus Ogerman (arreglista); Danilo Pérez (intérprete) por Lazy Afternoon

### Composición para medio visual
Mejor recopilación de banda sonora para película, televisión u otro medio visual
- Juno
- American Gangster
- August Rush
- Mamma Mia!
- Sweeney Todd - The Demon Barber of Fleet Street

Mejor composición instrumental escrita para una película, televisión u otro medio visual
- James Newton Howard & Hans Zimmer (compositores) por The Dark Knight
- Ramin Djawadi (compositor) por Iron Man
- Jonny Greenwood (compositor) por There Will Be Blood
- Thomas Newman (compositor) por WALL·E
- John Williams (compositor) por Indiana Jones y el reino de la calavera de cristal

Mejor canción escrita para una película, televisión u otro medio visual
- Peter Gabriel & Thomas Newman, (compositores); Peter Gabriel (intérprete) por "Down to Earth" (de WALL·E)
- John Mayer (compositor e intérprete) por "Say" (de The Bucket List)
- Alan Menken & Stephen Schwartz, (compositores); Carrie Underwood (intérprete) por "Ever Ever After" (de Enchanted)
- Alan Menken & Stephen Schwartz, (compositores); Amy Adams (intérprete) por "That's How You Know" (de Enchanted)
- Judd Apatow, Marshall Crenshaw, Jake Kasdan & John C. Reilly, (compositores); John C. Reilly (intérprete) por "Walk Hard" (de Walk Hard: The Dewey Cox Story)

### Country
Mejor interpretación vocal country, femenina
- Carrie Underwood por "Last Name"
- Martina McBride por "For These Times"
- LeAnn Rimes por "What I Cannot Change"
- Lee Ann Womack por "Last Call"
- Trisha Yearwood por "This Is Me You're Talking To"

Mejor interpretación vocal country, masculina
- Brad Paisley por "Letter to Me"
- Trace Adkins por "You're Gonna Miss This"
- Jamey Johnson por "In Color"
- James Otto por "Just Got Started Lovin' You"
- George Strait por "Troubadour"

Mejor interpretación country, dúo o grupo
- Sugarland por "Stay"
- Brooks & Dunn por "God Must Be Busy"
- Lady Antebellum por "Love Don't Live Here"
- Rascal Flatts por "Every Day"
- The SteelDrivers por "Blue Side of the Mountain"

Mejor colaboración vocal country
- Robert Plant & Alison Krauss por "Killing the Blues"
- Kenny Chesney & George Strait por "Shiftwork"
- George Strait & Patty Loveless por "House of Cash"
- Sugarland, Jake Owen & Little Big Town por "Life in a Northern Town"
- Trisha Yearwood & Keith Urban por "Let the Wind Chase You"

Mejor interpretación instrumental country
- Brad Paisley, James Burton, Vince Gill, John Jorgenson, Albert Lee, Brent Mason, Redd Volkaert & Steve Wariner por "Cluster Pluck"
- Cherryholmes por "Sumatra"
- Jerry Douglas & Lloyd Green por "Two Small Cars in Rome"
- Béla Fleck & The Flecktones por "Sleigh Ride"
- Charlie Haden, Pat Metheny, Jerry Douglas & Bruce Hornsby por "Is This America? (Katrina 2005)"

Mejor canción country
- Jennifer Nettles (compositora); Sugarland (intérpretes) por "Stay"
- Ashley Gorley & Bob Regan (compositores); Randy Travis (intérprete) por "Dig Two Graves"
- Rodney Clawson, Monty Criswell & Wade Kirby (compositores); George Strait (intérprete) por "I Saw God Today"
- Jamey Johnson, Lee Thomas Miller & James Otto (compositores); Jamey Johnson (intérprete) por "In Color"
- Ashley Gorley & Lee Thomas Miller (compositores); Trace Adkins (intérprete) por "You're Gonna Miss This"

Mejor álbum de música country
- George Strait por Troubadour
- Jamey Johnson por That Lonesome Song
- Patty Loveless por Sleepless Nights
- Randy Travis por Around the Bend
- Trisha Yearwood por Heaven, Heartache, and the Power of Love

Mejor álbum de bluegrass
- Ricky Skaggs & Kentucky Thunder por Honoring The Fathers Of Bluegrass: Tribute To 1946 And 1947
- Cherryholmes por Cherryholmes III: Don't Believe
- Del McCoury Band por Del McCoury Band: Live At The 2008 New Orleans Jazz & Heritage Festival
- Earl Scruggs with Family & Friends por The Ultimate Collection / Live At The Ryman
- Dan Tyminski por Wheels

### Dance
Mejor grabación dance
- RedOne (productor), Robert Orton (mezclador); Lady GaGa & Colby O'Donis (intérpretes) por "Just Dance"
- Daft Punk (productores e intérpretes) por "Harder, Better, Faster, Stronger"
- Dan Carey (compositor); Hot Chip (productores e intérpretes) por "Ready for the Floor"
- Madonna & The Neptunes (productores), Andrew Coleman & Spike Stent (mezcladores); Madonna (intérprete) por "Give It 2 Me"
- Brian Kennedy (productor), Phil Tan (mezclador); Rihanna (intérprete) por "Disturbia"
- Jesse Rogg & Sam Sparro (productores), Jeremy Wheatley (mezclador); Sam Sparro (intérprete) por "Black and Gold"

Mejor álbum de dance/electrónica
- Daft Punk por Alive 2007
- Brazilian Girls por New York City
- Cyndi Lauper por Bring Ya to the Brink
- Kylie Minogue por X
- Moby por Last Night
- Robyn por Robyn

### Espectáculo musical
Mejor álbum de espectáculo musical
- Kurt Deutsch, Alex Lacamoire, Andrés Levin, Joel Moss & Bill Sherman (productores); Lin-Manuel Miranda (productor/compositor/intérprete) y otros por In the Heights
- Robert Sher (productor), Jule Styne (compositor), Stephen Sondheim (letrista); el reparto de Broadway 2008 con Patti LuPone y otros por Gypsy
- Bruce Botnick, Michael Kosarin, Alan Menken & Chris Montan (productores), Alan Menken (compositor), Glenn Slater & Howard Ashman (letristas); Sierra Boggess, Tituss Burgess y otros por The Little Mermaid
- David Caddick, David Lai & Ted Sperling (productores), Richard Rodgers (compositor), Oscar Hammerstein II (letrista); Kelli O'Hara, Paulo Szot y otros por South Pacific
- Doug Besterman (productor), Mel Brooks (compositor/letrista); Roger Bart, Megan Mullally, Sutton Foster y otros por Young Frankenstein

### Folk
Mejor álbum de folk tradicional
- Pete Seeger por At 89
- Kathy Mattea por Coal
- Tom Paxton por Comedians & Angels
- Peggy Seeger por Bring Me Home
- Rosalie Sorrels por Strangers in Another Country

Mejor álbum de folk contemporáneo
- Robert Plant & Alison Krauss por Raising Sand
- Joan Baez por Day After Tomorrow
- Ry Cooder por I, Flathead
- Rodney Crowell por Sex & Gasoline
- Emmylou Harris por All I Intended to Be

Mejor álbum de música nativo americana
- Tom Wasinger (productor); varios intérpretes por Come to Me Great Mystery: Native American Healing Songs
- Bryan Akipa por Songs from the Black Hills
- Black Lodge por Spo'Mo'Kin'Nan
- Northern Cree por Red Rock
- Kevin Yazzie por Faith

Mejor álbum de folk hawaiano
- Tia Carrere & Daniel Ho por Ikena
- Amy Hanaiali'i por Aumakua
- Led Kaapana & Mike Kaawa por Force of Nature
- Chris Lau & Milton Lau (productores); varios intérpretes por Hawaiian Slack Key Kings Masters Series Vol. II
- Daniel Ho, George Kahumoku, Jr., Dennis Kamakahi, Paul Konwiser & Wayne Wong (productores); varios intérpretes por The Spirit of Hawaiian Slack Key Guitar

Mejor álbum de música zydeco o cajun
- BeauSoleil & Michael Doucet por Live at the 2008 New Orleans Jazz & Heritage Festival
- Michael Doucet por From Now On
- Pine Leaf Boys por Homage Au Passé
- Steve Riley and the Mamou Playboys por Live at the 2008 New Orleans Jazz & Heritage Festival
- Cedric Watson por Cedric Watson

### Gospel
Mejor interpretación gospel
- Mary Mary por "Get Up"
- Kim Burrell, Rance Allen, BeBe Winans, Mariah Carey & Hezekiah Walker's Love Fellowship Tabernacle Church Choir por "I Understand"
- Casting Crowns por "East to West"
- Take 6 por "Shall We Gather at the River"
- CeCe Winans por "Waging War"

Mejor canción gospel
- Kirk Franklin (compositor e intérprete) por "Help Me Believe"
- James L. Moss (compositor); 21:03 con Fred Hammond, Smokie Norful & J. Moss por "Cover Me"
- Warryn Campbell, Eric Dawkins & Mary Mary (compositores); Mary Mary (intérprete) por "Get Up"
- Brandon Heath & Jason Ingram (compositores); Brandon Heath (intérprete) por "Give Me Your Eyes"
- Steven Curtis Chapman & MercyMe (compositores); MercyMe (intérprete) por "You Reign"

Mejor álbum gospel pop/contemporáneo
- CeCe Winans por Thy Kingdom Come
- Steven Curtis Chapman por This Moment
- Brandon Heath por What If We
- Leeland por Opposite Way
- Chris Tomlin por Hello Love

Mejor álbum gospel rock o rap
- TobyMac por Alive and Transported
- After Edmund por Hello
- Flame por Our World Redeemed
- Sanctus Real por We Need Each Other
- Superchick por Rock What You Got

Mejor álbum gospel sureño, country o bluegrass
- Gaither Vocal Band por Lovin' Life
- Booth Brothers por Room for More
- Charlie Louvin por Steps to Heaven
- Bart Millard por Hymned Again
- Karen Peck & New River por Ephesians One

Mejor álbum gospel tradicional
- The Blind Boys of Alabama por Down in New Orleans
- The Brooklyn Tabernacle Choir por I'll Say Yes
- Dorinda Clark Cole por Take It Back
- Voices Of Unity por Deitrick Haddon Presents... Together In Worship
- The West Angeles COGIC Mass Choir por Bishop Charles E. Blake Presents... No Limit

Mejor álbum gospel R&B contemporáneo
- Kirk Franklin por The Fight of My Life
- Jason Champion por Reflections
- Mary Mary por The Sound
- The Murrills por Donald Lawrence Introduces: Family Prayer
- Tye Tribbett & G.A. por Stand Out

### Hablado
Mejor álbum hablado
- Beau Bridges, Cynthia Nixon & Blair Underwood por An Inconvenient Truth
- Stephen Colbert y otros por I Am America (And So Can You!)
- Steve Martin por Born Standing Up
- Sidney Poitier por Life Beyond Measure
- David Sedaris por When You Are Engulfed in Flames

Mejor álbum de comedia
- George Carlin por It's Bad for Ya
- Lewis Black por Anticipation
- Flight of the Conchords por Flight of the Conchords
- Kathy Griffin por For Your Consideration
- Harry Shearer por Songs of the Bushmen

### Histórico
Mejor álbum histórico
- Steven Lance Ledbetter & Art Rosenbaum (productores), Michael Graves (compositor); varios intérpretes por Art Of Field Recording Volume I: Fifty Years Of Traditional American Music
- Scott Wenzel (productor), Malcolm Addey, Michael Brooks, Matt Cavaluzzo, Andreas Meyer & Mark Wilder (compositores); Lester Young & Count Basie (intérpretes) por Classic Columbia, OKeh And Vocalion Lester Young With Count Basie (1936-1940)
- David Giovannoni, Meagan Hennessey & Richard Martin (productores), Richard Martin (compositor); William Jennings Bryan & William Howard Taft (intérpretes) por Debate '08: Taft And Bryan Campaign On The Edison Phonograph
- Ken Flaherty, Jr. (productor), Marcos Sueiro Bal, Ken Flaherty, Jr., Kurt Nauck & Glenn Sage (compositores); Polk Miller & His Old South Quartette (intérpretes) por Polk Miller & His Old South Quartette
- Richard Seidel, compilation productor; Mark G. Wilder (compositor); Nina Simone (intérprete) por To Be Free: The Nina Simone Story

### Infantil
Mejor álbum musical para niños
- They Might Be Giants por Here Come the 123s
- Beethoven's Wig por Beethoven's Wig 4: Dance Along Symphonies
- Trout Fishing in America por Big Round World
- Brady Rymer and the Little Band That Could por Here Comes Brady Rymer and the Little Band That Could
- Gerard Schwarz con la Sinfonía de Seattle por The Shoe Bird

Mejor álbum hablado para niños
- Bill Harley por Yes To Running! Bill Harley Live
- Buck Howdy With BB por Around the Campfire
- Gwyneth Paltrow por Brown Bear and Friends
- Dean Pitchford por The Big One-Oh
- Tony Shalhoub por The Cricket in Times Square

### Jazz
Mejor solista de jazz instrumental
- Terence Blanchard por Be-Bop
- Till Brönner por Seven Steps To Heaven
- Gary Burton & Chick Corea por Waltz For Debby
- Pat Metheny por Son of Thirteen
- James Moody por Be-Bop

Mejor álbum de jazz instrumental, individual o grupo
- Chick Corea & Gary Burton por The New Crystal Silence
- Bill Frisell por History, Mystery
- Brad Mehldau Trio por Brad Mehldau Trio: Live
- Pat Metheny con Christian McBride & Antonio Sánchez por Day Trip
- Alan Pasqua, Dave Carpenter & Peter Erskine Trio por Standards

Mejor álbum de jazz, conjunto grande
- The Vanguard Jazz Orchestra por Monday Night Live at the Village Vanguard
- Carla Bley and Her Remarkable Big Band por Appearing Nightly
- Gordon Goodwin's Big Phat Band por Act Your Age
- Joe Lovano con WDR Big Band & Rundfunk Orchestra por Symphonica
- Vince Mendoza por Blauklang

Mejor álbum de jazz vocal
- Cassandra Wilson por Loverly
- Karrin Allyson por Imagina: Songs Of Brasil
- Stacey Kent por Breakfast On The Morning Tram
- Kate McGarry por If Less Is More...Nothing Is Everything
- Norma Winstone por Distances

Mejor álbum de jazz contemporáneo
- Randy Brecker por Randy in Brazil
- John McLaughlin por Floating Point
- Varios intérpretes por Cannon Re-Loaded: All-Star Celebration Of Cannonball Adderley
- Varios intérpretes por Miles From India
- Yellowjackets y Mike Stern por Lifecycle

Mejor álbum de jazz latino
- Arturo O'Farrill & The Afro-Latin Jazz Orchestra por Song For Chico
- Caribbean Jazz Project por Afro Bop Alliance
- Conrad Herwig & The Latin Side Band por The Latin Side Of Wayne Shorter
- Néstor Torres por Nouveau Latino
- Papo Vázquez The Mighty Pirates por Marooned/Aislado

### Latina
Mejor interpretación pop latino
- Juanes por La vida... es un ratico
- Jorge Drexler por Cara B
- Luis Fonsi por Palabras del silencio
- Luis Miguel por Cómplices
- Tommy Torres por Tarde o temprano

Mejor interpretación latina tropical tradicional
- José Feliciano por Señor Bachata
- Albita, Rey Ruiz & Donato Poveda por Cuba: Un viaje musical – A Musical Journey
- DLG por Renacer
- Gonzalo Grau y la Clave Secreta por Frutero moderno
- New Swing Sextet por Back on the Streets... Taste of Spanish Harlem Vol. 2

Mejor interpretación mexicano-americana
- Mariachi Los Camperos de Nati Cano por Amor, dolor y lágrimas: Música ranchera
- Mariachi Divas por Canciones de amor
- Huichol Musical por Desde México: Cumbia Cusinela
- Los Pikadientes de Caborca por Vámonos pa'l río
- Nadia por A puro dolor

Mejor interpretación rock latino/alternativo
- Jaguares por 45
- Grupo Fantasma por Sonidos Gold
- Locos por Juana por La verdad
- Nortec Collective por Tijuana Sound Machine
- Ximena Sariñana por Mediocre

Mejor álbum latino urbano
- Wisin & Yandel por Wisin vs. Yandel: los extraterrestres
- Akwid por La novela
- La Sinfonia por La Sinfonia
- R.K.M. & Ken-Y por The Royalty: La Realeza
- Julio Voltio por En lo claro

Mejor álbum tejano
- Ruben Ramos and the Mexican Revolution por Viva la revolución
- Chente Barrera y Taconazo por Music Lessons
- Joe Posada por Friends & Legends
- Tortilla Factory por All That Jazz...
- Albert Zamora por Heir to the Throne

Mejor álbum norteño
- Los Tigres del Norte por Raíces
- Los Palominos por Me enamore de un angel
- Pesado por Corridos: Defendiendo el honor
- Siggno por Six Pack
- Sólido por Cuidado

Mejor álbum de banda
- Joan Sebastian por No es de madera
- Alacranes Musical por Tu inspiración
- Banda El Recodo de Cruz Lizárraga por Que bonito ... ¡Es lo bonito!
- Cuisillos por Vive y dejame vivir
- Lupillo Rivera por Tiro de gracia

### New age
Mejor álbum de new age
- Jack DeJohnette por Peace Time
- William Ackerman por Meditations
- Will Clipman por Pathfinder
- Peter Kater por Ambrosia
- Ottmar Liebert & Luna Negra por The Scent of Light